# Dead Kennedys
Dead Kennedys er et punk-band fra San Francisco, Californien. Med humoristiske angreb på almindelige tanker både på højre- og venstrefløjen i amerikansk politik blandede bandet det eksperimentale og det politiske fra den engelske punk med energien fra den amerikanske punk. Forsangeren Jello Biafra var også som leder af sit eget pladeselskab Alternative Tentacles medvirkende til at en lang række øvrige punkmusikere fik deres plader udgivet. Bandet blev opløst i 1986, men er blevet samlet, uden Jello, fra 2001 og turnerer fortsat.

## Historie
Dead Kennedys blev dannet i juni 1978 efter at guitaristen East Bay Ray (Raymond Pepperell, Jr.) begyndte at lede efter bandmedlemmer efter at have set en punkkoncert. Bandet kom til at bestå af Jello Biafra (Eric Boucher) som sanger, East Bay Ray på guitar, Klaus Flouride (Geoffrey Lyall) på bas og 6025 (Carlos Cadona) på trommer. Efter et par demoindspilninger blev bandet udvidet med trommeslageren Ted (Bruce Slesinger). 6025 forlod bandet, men blev inviteret tilbage som andenguitarist.
På grund af bandets provokerende navn spillede de ofte under pseudonym i starten af deres karriere. 6025 valgte helt at forlade bandet i 1979, to måneder før deres første single, “California Über Alles” der blev udgivet på Biafras netop stiftede selskab Alternative Tentacles.
Bandet blev inviteret til at spille på Bay Area Music Awards foran mange af musikindustriens hovedmænd for at give hele arrangementet "new wave credibility", som arrangørerne kaldte det. På dagen for arrangementet øvede bandet "California Über Alles", men da arrangementet gik i gang, spillede bandet de første 15 sekunder af nummeret, hvorefter Biafra sagde: "Stop! Vi skal vise, at vi er voksne nu. Vi er ikke et punkrockband, vi er et new wave-band." Bandet, der alle var iklædt hvide skjorter med et stort, sort S på forsiden trak nu slips frem fra ryggen og stod nu alle med dollartegn på brystet, hvorefter de gik i gang med nummeret "Pull My Strings", der var et satirisk angreb på etikken i den almene musikindustri. (Sangen indeholder blandt andet teksten Is my cock big enough, is my brain small enough, for you to make me a star, "Er min pik stor nok, er min hjerne lille nok, til at du vil gøre mig til stjerne", og parodierede The Knacks new wave-hit, "My Sharona".) Sangen blev aldrig indspillet i studiet eller siden opført, men på opsamlingen efter bandets opløsning, Give Me Convenience or Give Me Death er udgaven fra Music Awards medtaget. Dead Kennedys blev i øvrigt aldrig inviteret til Bay Area Music Awards igen, af en eller anden grund.
Bandet udsendte singlen "Holiday in Cambodia" i foråret 1980, efterfulgt i efteråret af debutalbummet Fresh Fruit for Rotting Vegetables. I januar 1981 valgte Ted at forlade bandet og hjalp med at finde sin afløser D.H. Peligro (Darren Henley). Ifølge Biafra ønskede East Bay Ray på dette tidspunkt at skrive kontrakt med et stort pladeselskab og pressede resten af bandet til det, men det store pladeselskab trak sig ud, da DK's næste single skulle være "Too Drunk To Fuck". Der var i Storbritannien store problemer med den single, da den, hvis den kom ind på top-30 skulle spilles på Top of the Pops, men singlen toppede som nummer 31, og Top of the Pops slap.
Den følgende EP, In God We Trust, Inc. (1981) og albummet Plastic Surgery Disasters (1982) viste, at bandets musikstil havde ændret sig, og DK's musik blev mere politiseret og udviste modstand mod det amerikanske politiske, sociale og religiøse liv, især det religiøse højre og Ronald Reagans repræsentation heraf. Bandet turnérede både i USA, i Europa og i Australien gennem det meste af 1980'erne.
Udgivelsen af albummet Frankenchrist i 1985 gav anledning til konflikter med det nyligt stiftede PMRC (Parents Music Resource Center), og bandet kom i retten for at "distribuere skadeligt materiale til mindreårige", blandt andet på grund af en illustration vedlagt albummet. Biafra siger, at regeringen ulovligt ransagede hans hjem ved den lejlighed. Alle bandets medlemmer blev ikrævet fængselsdomme på op til et år, men anklagen blev frafaldet i 1987 efter tre ugers retssag. Albummet blev dog aldrig solgt i mange amerikanske pladebutikker.
Bandet blev opløst i 1986 og spillede sin sidste koncert i februar. Hen over sommeren indspillede bandet Bedtime for Democracy, der blev udgivet i november. I december måned 1986 blev deres beslutning om at opløses endelig officiel. Biafra blev herefter dels en aktiv politisk talsmand med deltagelse i mange tv-programmer og udgivelse af en del plader, der kun indeholdt, talte ord. Ray, Flouride og Peligro fortsatte inden for musikken med solokarrierer.

## Interne konflikter
Efter bandets opbrud kom det i løbet af 1990'erne frem, at bandets medlemmer ud over Biafra havde fået for få rettighedsvederlag på grund af en regnskabsfejl,[kilde mangler] og resultatet af den efterfølgende retssag blev, at der blev udbetalt større beløb til de øvrige bandmedlemmer, og at disse i øvrigt fik rettighederne til de fleste af Dead Kennedys sange, selvom det af de fleste plader fremgår, at numrene er skrevet af Jello Biafra.[kilde mangler] I dag har det genstiftede Dead Kennedys rettigheder til at spille numrene.[kilde mangler]
Mange i punkmiljøet opfattede denne sag som grådighed fra de øvrige DK-medlemmer, der alle havde haft ikke særlig vellykkede solokarrierer efter bandets opløsning. Biafra selv har aldrig fået løn fra Alternative Tentacles,[kilde mangler] så ingen hævder, at han har snydt resten af bandet, men mange mener, at hans attitude har været med til at sikre retssagens endelige udfald. Resten af Dead Kennedys fastholder, at Biafra bevidst tilbageholdt midler, om end visse har indrømmet, at der kun var tale om en regnskabsfejl.[kilde mangler] Biafra er af resten af bandet blevet inviteret til at "begrave stridsøksen" og tage med på en ny turné, men har indtil videre takket nej på grund af manglende lyst til at medvirke i en nostalgiturné, noget han allerede i forbindelse med Sex Pistols' nostalgiturné i 1996 (der blandt andet inkluderede bandets problemer på årets Roskilde Festival, hvor bandet udvandrede efter 20 minutters spil pga., at en flaske var blevet kastet op på scenen, havde fremført. Biafra udtalte, at en sådan turné kun kunne have et økonomisk rationale.

## Bandets tekster
Som størstedelen af punkmiljøet var Dead Kennedys venstreorienterede, men i modsætning til øvrige punkbands har DK's tekster været satiriske og sarkastiske, og ofte er hele teksten skrevet ud fra et højrefløjs-synspunkt. Numre som Kill The Poor, California Über Alles og Police Truck havde derfor i en kort periode i starten af deres karriere tilhængere på den yderste højrefløj, der tog teksterne for pålydende.[kilde mangler] Denne højrefløjsopbakning til bandet forsvandt efter bandet musikalsk tog til genmæle over for dette med nummeret Nazi Punks Fuck Off![kilde mangler]

## Diskografi

### Studiealbum
- Fresh Fruit for Rotting Vegetables – september 1980
- Plastic Surgery Disasters – november 1982
- Frankenchrist – oktober 1985
- Bedtime for Democracy – november 1986

### Livealbum
- A Skateboard Party – august 1983
- Mutiny on the Bay – februar 2001
- Live at the Deaf Club – marts 2004

### Opsamlingsalbum
- Give Me Convenience or Give Me Death – juni 1987

### EP'er
- In God We Trust, Inc. – december 1981

### Singler
- California Über Alles – juni 1979
- Holiday in Cambodia – maj 1980
- Kill the Poor – oktober 1980
- Too Drunk to Fuck – maj 1981
- Nazi Punks Fuck Off! – november 1981
- Bleed for Me – juli 1982
- Halloween. – december 1982

### Videoer
- The Early Years Live – juli 1987
- The Lost Tapes – juli 2003
- Live at DMPO's on Broadway – februar 2004